# Julia Kröger
Julia Kröger (ur. 4 sierpnia 1988 r. w Hamburgu) – niemiecka wioślarka.

## Osiągnięcia
- Mistrzostwa Świata – Monachium 2007 – czwórka podwójna wagi lekkiej – 5. miejsce[1].
- Mistrzostwa Świata – Poznań 2009 – czwórka podwójna wagi lekkiej – 1. miejsce[1].